# Altea (mitologia)
Altea (in greco antico: Ἀλθαία?, Althàiā) è un personaggio della mitologia greca. Fu una regina di Calidone.

## Genealogia
Figlia di Testio e di Euritemi o Deidameia (figlia di Periere), sposò Oineo, dal quale ebbe le figlie Deianira e Gorga ed i maschi Tosseo, Tireo, Climeno, Meleagro, Agelao, Fere e Perifante.

## Mitologia
Sposò Oineo e sette giorni dopo il parto le fu predetto dalle Moire che il figlio Meleagro sarebbe morto quando il ciocco di legno che stava bruciando nel focolare si fosse consumato e così, per salvaguardare la vita del figlio, Altea prese il ciocco dal fuoco e lo depositò in una cassa.
Meleagro, divenuto grande organizzò la caccia al cinghiale calidonio ed una volta uccisa la bestia ne regalò la pelle ad Atalanta ma, a causa di questo gesto, entrò in contrasto con i figli di Testio (i suoi zii Tosseo e Plesippo, o Ideo, Linceo e Plessippo) e li uccise.
Così, alla notizia dell'assassinio dei suoi fratelli, Altea gettò nel fuoco il ceppo che aveva conservato e lo lasciò bruciare e quando si fu esaurito Meleagro morì immediatamente. 

Solo a quel punto Altea si rese conto del gesto compiuto e lacerata dal rimorso si tolse la vita.

## Opere ispirate
- Il figlio. Testo teatrale di Maura Del Serra ispirato al mito di Altea, in "Oggi e domani", 10, 1992, pp. 79–88 (Premio internazionale "Flaiano" 1992)